# 南庫里爾斯克區

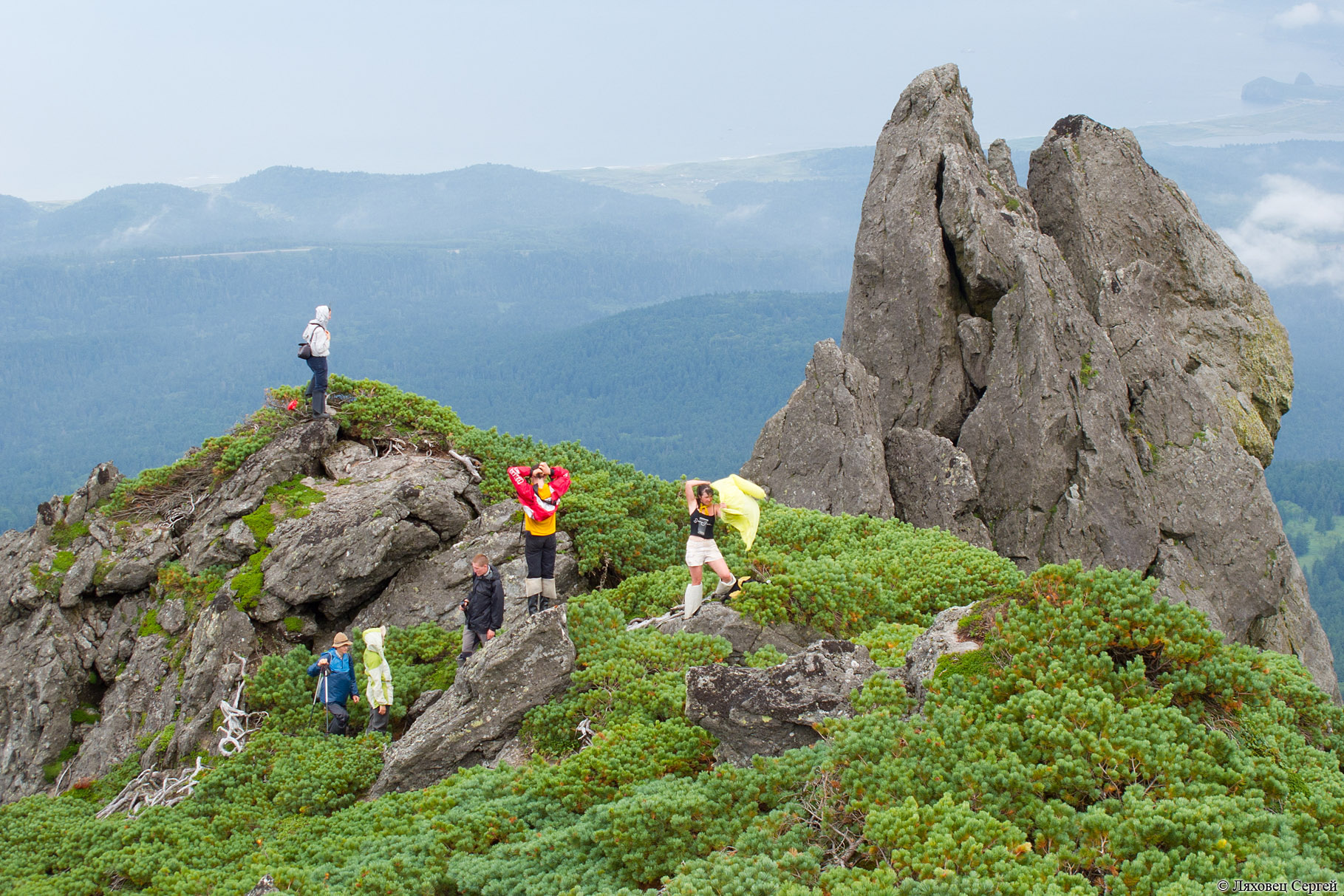

44°01′50″N 145°51′20″E / 44.03056°N 145.85556°E
南庫里爾斯克區（俄语：Южно-Курильский район）是俄羅斯的一個區，位於該國東南部，由薩哈林州負責管轄，包括庫納希爾島（國後島）、希科坦島（色丹島）、哈伯邁群島（齒舞群島）。面積1,856.1平方公里，2010年人口9,501，人口密度每平方公里5.12人。該地存在主權爭議，日本方面聲稱對該地擁有主權，行政上隸屬北海道根室振興局。